# Rötha
Die Kleinstadt Rötha liegt etwa 15 Kilometer südlich von Leipzig im Landkreis Leipzig in Sachsen.

## Geographie
Rötha liegt etwa 15 km südlich von Leipzig im Leipziger Neuseenland. Im Westen des Stadtgebietes fließt die Pleiße, die im Nebenschluss den Stausee Rötha speist. Das Stadtgebiet in der Leipziger Tieflandsbucht umfasst eine Fläche von 17,88 km². Der fruchtbare Boden begründet den umfangreich betriebenen Ackerbau im Umfeld von Rötha. Der jährliche Niederschlag liegt meistens im Bereich von 550 bis 650 Millimetern und damit unter dem Bundesdurchschnitt.

### Stadtgliederung
Stadtteile von Rötha sind Espenhain und die Orte Mölbis, Oelzschau (mit Kömmlitz) und Pötzschau (gebildet aus Dahlitzsch, Großpötzschau und Kleinpötzschau), die vorher Ortsteile von Espenhain waren. Zum Stadtgebiet Rötha gehören weiterhin die Orte Podschütz und Theka. Die ehemaligen Röthaer Ortsteile Geschwitz und Rüben wurden im Zuge des Braunkohleabbaus durch den Tagebau Espenhain zwischen 1951 und 1955 umgesiedelt und anschließend devastiert. 1971 wurde Rötha die Flur des 1968 durch den Tagebau Witznitz II devastierten Orts Kreudnitz zugeordnet.

### Nachbargemeinden
Folgende Städte und Gemeinden grenzen an die Stadt Rötha und gehören zum Landkreis Leipzig:
|               | Großpösna                                   | Belgershain |
| Böhlen        | Kompassrose, die auf Nachbargemeinden zeigt | Otterwisch  |
| Neukieritzsch | Borna                                       | Kitzscher   |

## Geschichte

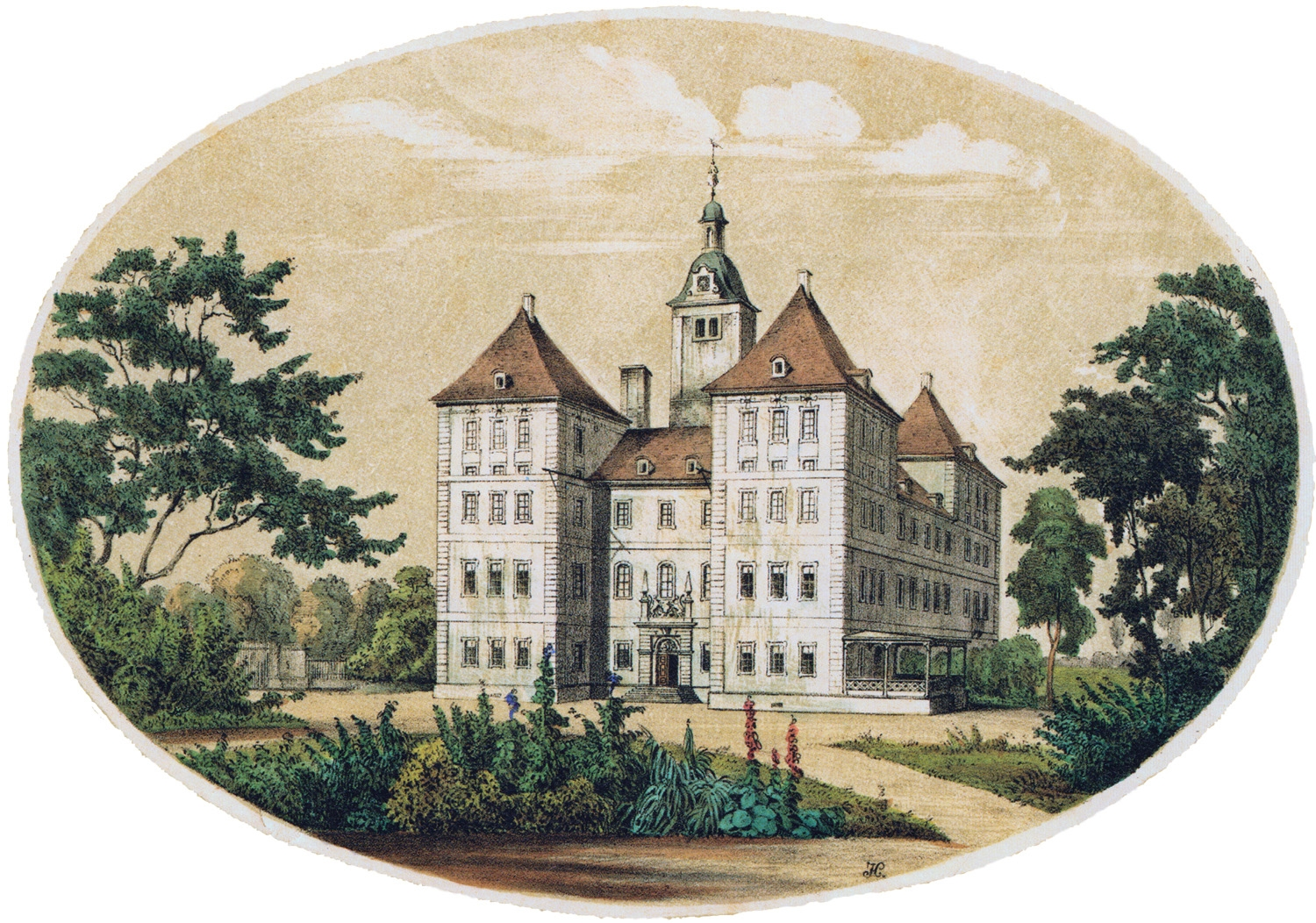
Das Schloss Rötha um 1860

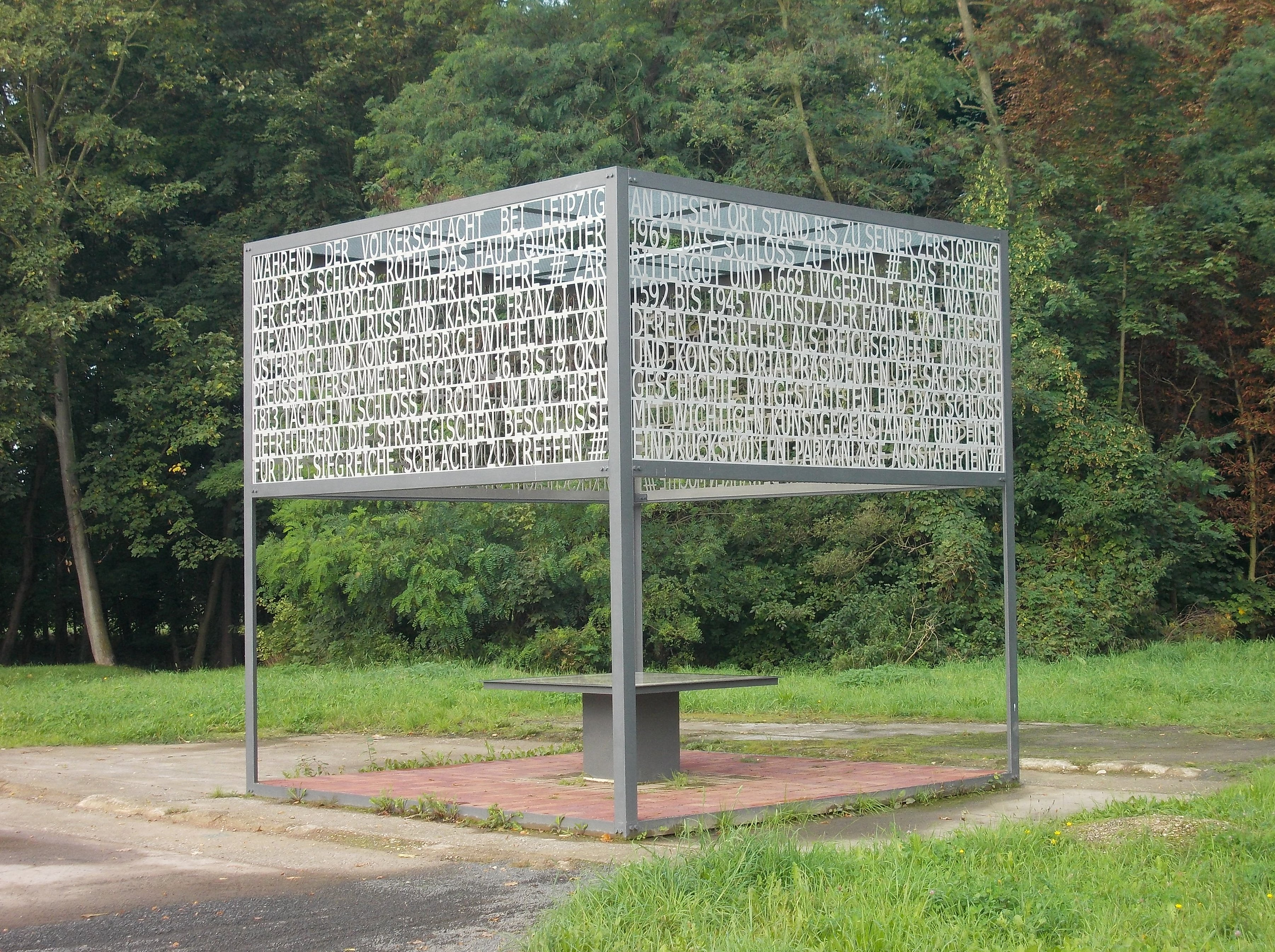
Denkmal für das 1969 zerstörte Schloss, alliiertes Hauptquartier während der Völkerschlacht (2014)

Rötha um 1840

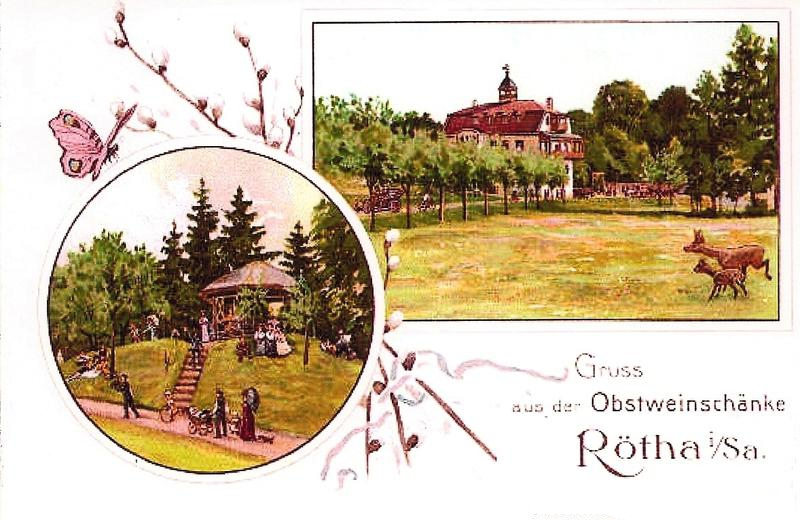
Postkarte Obstweinschänke (1905)

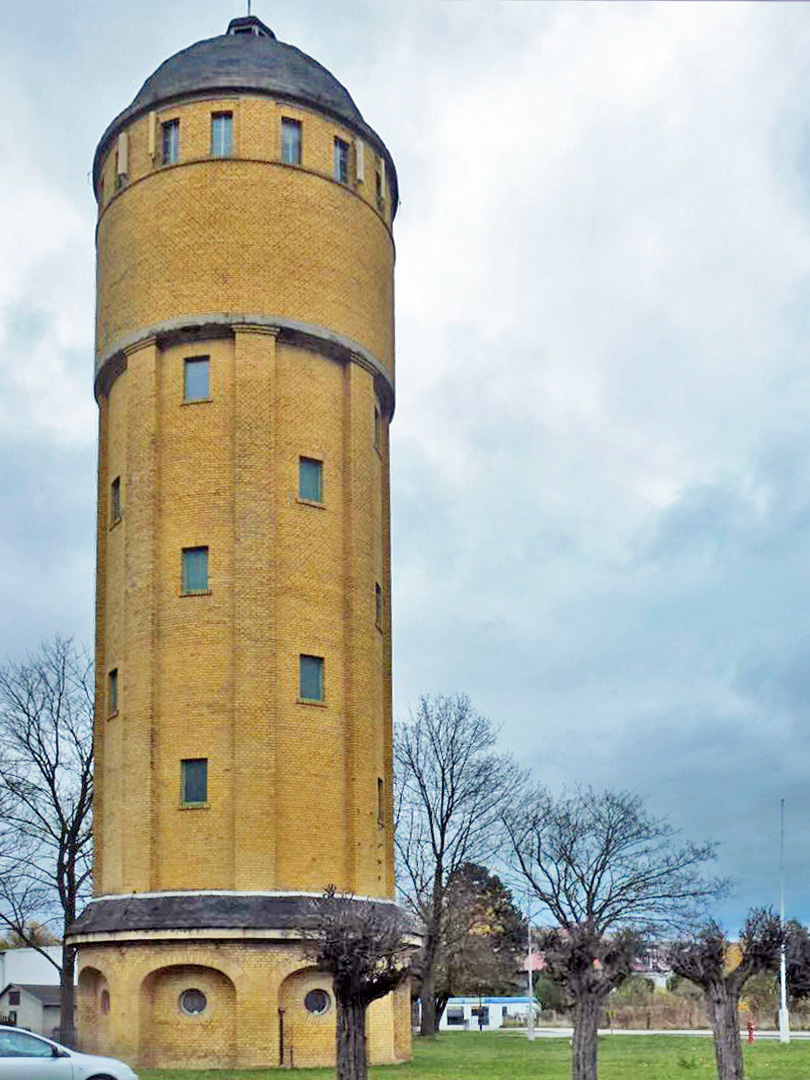
Wasserturm (2013)

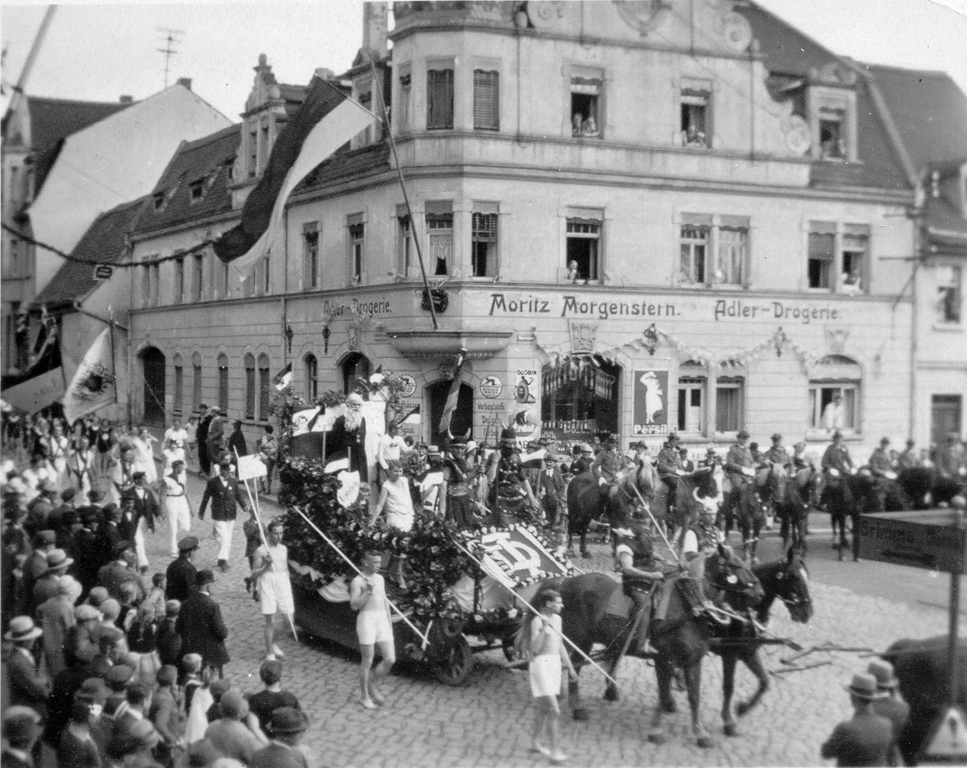
Rötha im Sommer 1930 – Der Markt

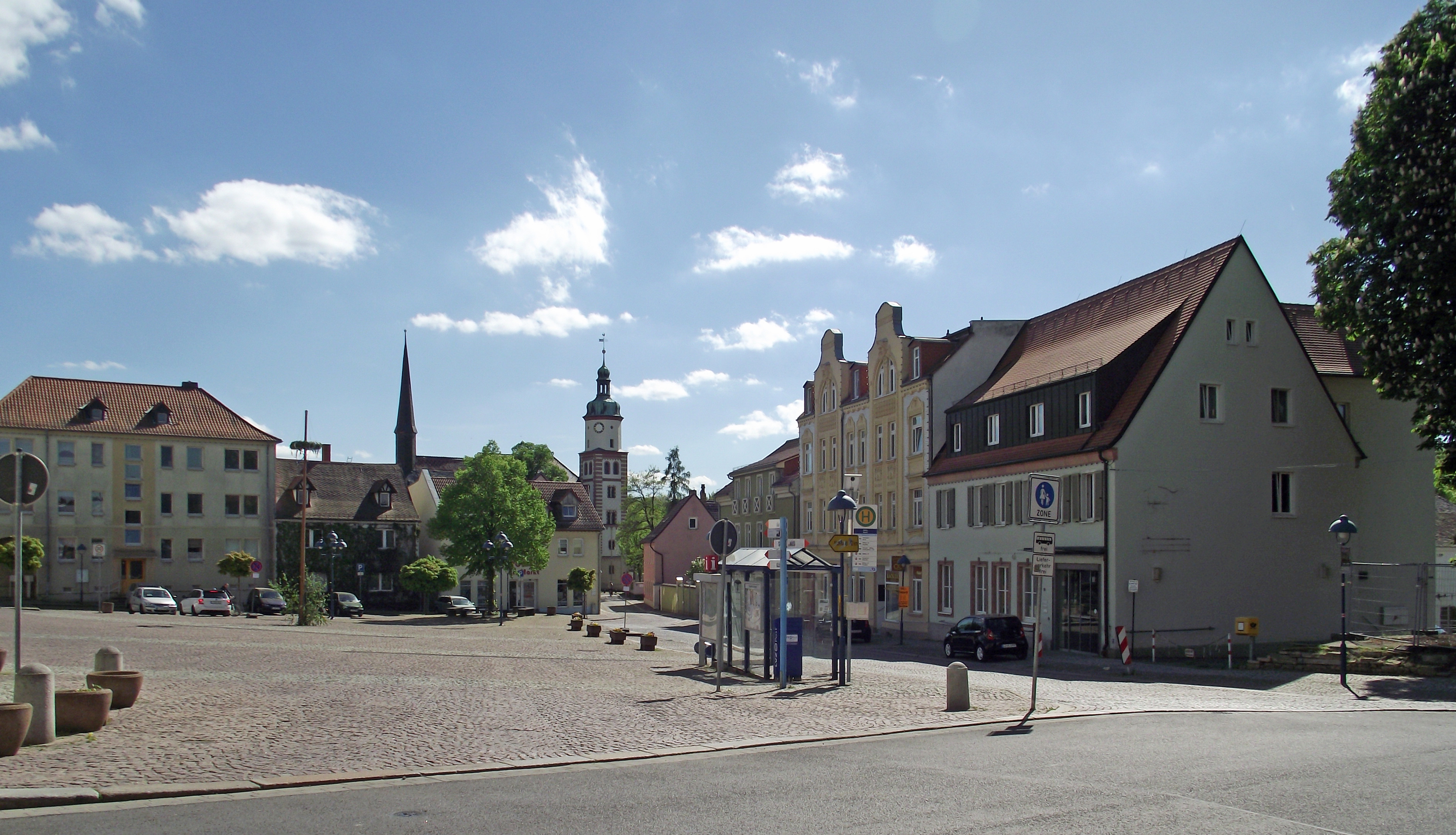
Rötha im Frühling 2018 – Der Markt

Rötha wurde erstmals im Jahr 1127 urkundlich erwähnt. Da jedoch keine Gründungsurkunde vorliegt, ist die genaue Zeit, in der sich die Stadt gebildet hat, unklar. So war zum Beispiel die Erwähnung vom 31. März 1292, als Rötha erstmals als Stadt genannt wurde, der Anlass für die 700-Jahr-Feier 1992. 1217 wurde der Markgraf Dietrich der Bedrängte samt seinen Ländern, darunter auch Rötha, wegen territorialer Streitigkeiten von der Kirche mit dem Bann belegt. Kirchliches Leben war damit vorerst unmöglich. In den darauf folgenden Jahrhunderten wurde die Bevölkerung durch die Pest, den Einfall der Hussiten und durchziehende Schwaben (nach der Schlacht bei Lucka) dezimiert.
Besitzer der Stadt Rötha im 16. Jahrhundert war Ritter von Pflugk, der jedoch verschuldet war und Rötha verkaufen musste. Zunächst trat die Stadt selbst als Käufer auf und übernahm im Jahr 1584 die Verwaltung. Jedoch konnte die Stadt den Kaufpreis nicht aufbringen, sodass 1592 Carl von Friesen, der Schlosshauptmann zu Altenburg, einsprang und Rötha für 28.400 Gulden erwarb. In der ersten Hälfte des 17. Jahrhunderts wurde ein Großteil der Bevölkerung durch den Dreißigjährigen Krieg und die wiederkehrende Pest ausgelöscht, anschließend forderte auch der Siebenjährige Krieg viele Opfer. Als 1813 die Völkerschlacht bei Leipzig tobte, waren im Schloss Rötha der russische Kaiser Alexander I. und der österreichische Kaiser Franz I. einquartiert. Rötha war der Standort des alliierten Hauptquartiers.
Im Jahr 1839 wurden die Dörfer Theka und Podschütz eingemeindet. Sie lagen wie Rötha bis 1856 im kursächsischen bzw. königlich-sächsischen Kreisamt Leipzig. Ab 1856 war Rötha der Hauptort des Gerichtsamts Rötha. Ab 1875 gehörte Rötha zur Amtshauptmannschaft Borna. In den 1870er Jahren begann Heinrich Freiherr von Friesen, Rötha zur Gartenstadt umzugestalten – ein Beiname, den sie noch heute trägt. Neben dem traditionellen Weinbau, der mindestens seit dem 15. Jahrhundert in Stadt und Umgebung betrieben wurde, etablierte er den Obstanbau in Rötha. Da qualifiziertes Personal für dieses Vorhaben fehlte, gründete er 1875 eine Gärtner-Lehranstalt. Die Ernte wurde Jahr für Jahr umfangreicher und war 1883 schließlich so groß, dass sie die Kapazität des Leipziger Marktes überstieg. In diesem Jahr begann man, mit dem Überschuss Apfelwein herzustellen und gründete zu diesem Zweck die heutige Großkelterei. Durch den nahen Pelzhandelsplatz Leipzig (Brühl) beeinflusst, besaß die Kürschnerei in Rötha bis über die Mitte des 20. Jahrhunderts hinaus eine wesentliche Bedeutung.
Nach Gründung der Großkelterei wurde im Jahr 1882 am Stausee das Gasthaus „Obstweinschänke“ erbaut und in Betrieb genommen. Nach der Wende, in den frühen 1990er-Jahren, wurde es geschlossen und verfiel seitdem. Am 20. Mai 2016 brannte die Ruine des einstigen Gasthauses vollständig aus, was den vorläufigen Höhepunkt einer Serie von Brandstiftungen darstellte, die Rötha seit mehreren Jahren heimsuchte und bis dahin vor allem Kleingartenanlagen und Privatbetriebe betraf.
Vor dem Ersten Weltkrieg begann der technische Fortschritt, sich in der Stadt bemerkbar zu machen. 1913 bekam sie ein Wassernetz – der Wasserturm steht noch heute und ist eines der Wahrzeichen Röthas –, und ein Jahr später wurde sie an das Elektrizitätsnetz angeschlossen. Außerdem gingen die Gasanstalt und das öffentliche Fernsprechnetz in Betrieb.
In Vorbereitung auf den Zweiten Weltkrieg wurden in den benachbarten Orten Böhlen und Espenhain Werke errichtet, für deren Arbeiter auch in Rötha neue Wohnungen entstanden. In den Jahren 1944 und 1945 fielen Teile der Stadt mehreren Bomben zum Opfer. Am 14. April 1945 hissten die Bürger Röthas weiße Flaggen, und zwei Tage später zogen die US-amerikanischen Truppen ein. Im Juli übernahm die Rote Armee die Besatzung. Damit wurde Rötha Teil der sowjetisch besetzten Zone SBZ und ab 1949 der DDR. 1945 wurde die Familie von Friesen enteignet, das Schloss Rötha wurde aufgrund von Senkungsschäden durch Braunkohleabbau 1969 gesprengt.
1952 musste der Ortsteil Geschwitz (1924 eingemeindet) abgebaut werden, um Raum für den verstärkt durchgeführten Kohletagebau Espenhain zu schaffen. 1960 wurden die Flächen des 1955 devastierten Orts Rüben (Tagebau Espenhain) und 1971 die Flächen des 1968 devastierten Orts Kreudnitz (Tagebau Witznitz) der Stadt Rötha zugeordnet. Im Dezember 1969 wurde auf Geheiß der SED das Schloss Rötha unter Protesten gesprengt und abgerissen. Der Schlosspark soll wiederhergestellt werden. 1971 entstand der „VEB Elektrotechnische Werkstätte Rötha“, der 1980 dem Leipziger Werk „VEB Elektroakustik Leipzig“ angegliedert wurde.
Am 1. August 2015 wurde Espenhain mit den Ortsteilen Mölbis, Oelzschau und Pötzschau nach Rötha eingemeindet, damit wurde die Verwaltungsgemeinschaft Rötha aufgelöst.

### Eingemeindungen
Eingemeindungen nach Rötha
| Ehemalige Gemeinde | Datum                  | Anmerkung                                                                                              |
| ------------------ | ---------------------- | --- |
| Geschwitz          | 1. Januar 1924         | 1951–1953 durch Tagebau Espenhain beseitigt                                                            |
| Kreudnitz          | 1. September 1948 1971 | Eingemeindung nach Hain, 1968 durch Tagebau Witznitz II beseitigt, Fluren 1971 nach Rötha umgegliedert |
| Podschütz          | 1839                   | |
| Rüben              | 1960                   | 1955–1957 durch Tagebau Espenhain beseitigt, Fluren 1960 nach Espenhain eingegliedert                  |
| Theka              | 1839                   | |
| Espenhain          | 1. August 2015         | Eingemeindung mit allen bisherigen Ortsteilen                                                          |

Eingemeindungen nach Espenhain bis zu dessen Eingemeindung im Jahr 2015
| Ehemalige Gemeinde | Datum           | Anmerkung                                      |
| ------------------ | --------------- | ---------------------------------------------- |
| Dahlitzsch         | 1. April 1934   | Zusammenschluss mit Großpötzschau zu Pötzschau |
| Großpötzschau      | 1. April 1934   | Zusammenschluss mit Dahlitzsch zu Pötzschau    |
| Kleinpötzschau     | 1840            | Eingemeindung nach Dahlitzsch                  |
| Kömmlitz           | 1. Oktober 1948 | Eingemeindung nach Oelzschau                   |
| Mölbis             | 1. Januar 1999  |                                                |
| Oelzschau          | 1. April 1996   |                                                |
| Pötzschau          | 1. Januar 1995  |                                                |

## Politik
- Linke: 1
- IfR: 2
- BR: 4
- RL: 5
- CDU: 2
- AfD: 3

Die AfD kann einen Sitz nicht besetzen. Der Stadtrat verkleinert sich entsprechend.

### Stadtrat
Der Stadtrat setzt sich seit der Kommunalwahl vom 9. Juni 2024 bei 17 Sitzen wie folgt zusammen:
- Röthaer Land (RL): 5 Sitze
- Bündnis Rötha (BR): 4 Sitze
- AfD: 3 Sitze (ein Sitz bleibt unbesetzt)
- Initiative für Rötha (IfR): 2 Sitze
- CDU: 2 Sitze
- Linke: 1 Sitz

| Liste                | 2024   | 2024   | 2019   | 2019   | 2014   | 2014   |
| Liste                | Sitze  | in %   | Sitze  | in %   | Sitze  | in %   |
| -------------------- | ------ | ------ | ------ | ------ | ------ | ------ |
| Röthaer Land         | 5      | 27,3   | 5      | 25,7   | –      | –      |
| AfD                  | 3      | 23,4   | 2      | 12,9   | –      | –      |
| Bündnis Rötha        | 4      | 21,8   | –      | –      | –      | –      |
| Initiative für Rötha | 2      | 11,5   | 3      | 18,1   | –      | –      |
| CDU                  | 2      | 11,2   | 3      | 14,9   | 9      | 53,7   |
| Linke                | 1      | 4,9    | 2      | 10,3   | 4      | 25,4   |
| SPD                  | –      | –      | 3      | 18,1   | 3      | 20,9   |
| Wahlbeteiligung      | 68,9 % | 68,9 % | 60,4 % | 60,4 % | 41,2 % | 41,2 % |

Mit der 2015 erfolgten Eingliederung von Espenhain wurden zwölf Mitglieder des bisherigen Espenhainer Gemeinderates in den Stadtrat übernommen, wodurch das Gremium vorübergehend auf 28 Mitglieder anwuchs.

### Bürgermeister
Am 12. Juni 2022 wurde Pascal Németh (Wählervereinigung Röthaer Land) mit 91,47 % der gültigen Wählerstimmen zum Bürgermeister der Stadt Rötha gewählt, der sein Amt zum 1. August 2022 antrat.
Der vorherige Bürgermeister war Stephan Eichhorn (parteilos), der den aus Altersgründen scheidenden Ditmar Haym ersetzte, welcher seit dem Jahr 2001 die Geschicke der Stadt bestimmt hatte. Eichhorn setzte sich in der nötig gewordenen Stichwahl am 6. Dezember 2015 gegen seine Mitbewerberin Doreen Haym (SPD) durch, nachdem im ersten Wahlgang am 15. November 2015 die Kandidaten Wellmann (CDU) und Albrecht (parteilos) ausgeschieden waren. Eichhorn erhielt 61,4 % der gültigen Stimmen, er übernahm zum 1. Februar 2016 den Bürgermeisterposten.
| Wahl | Bürgermeister    | Vorschlag    | Wahlergebnis (in %) |
| ---- | ---------------- | ------------ | ------------------- |
| 2022 | Pascal Németh    | Röthaer Land | 91,5                |
| 2015 | Stephan Eichhorn | Eichhorn     | 61,4                |
| 2008 | Ditmar Haym      | CDU, SPD     | 50,9                |
| 2001 | Ditmar Haym      | CDU, SPD     | 35,7                |

### Wappen
| Wappen von Roetha | Blasonierung: „In Blau ein links reitender goldener Ritter mit roter Helmzier auf einem silbernen goldgezäumten rotgesattelten Pferd, der einen nach links sich krümmenden grünen Lindwurm bezwingt.“                                                                             |
| Wappen von Roetha | Wappenbegründung: Das seit 1885 verwendete Wappen stellt den Heiligen Georg dar, der einer Sage zufolge durch die Tötung eines Lindwurms den Bau der Marienkirche ermöglicht hat. Das Motiv ist einer Schnitzerei entnommen, die in der St. Georgenkirche am Altar zu finden ist. |

### Städtepartnerschaften
Rötha unterhält eine Städtepartnerschaft mit der Stadt Murrhardt in Baden-Württemberg.

## Kultur und Sehenswürdigkeiten
- siehe auch: Liste der Kulturdenkmale in Rötha

### Kirchen
Rötha hat zwei Kirchen, zum einen die auf eine Gründung im 12. Jahrhundert zurückgehende Georgenkirche als Stadtkirche und die Marienkirche, eine gotische ehemalige Wallfahrtskirche. Beide Kirchen besitzen eine Silbermann-Orgel.

### Stausee

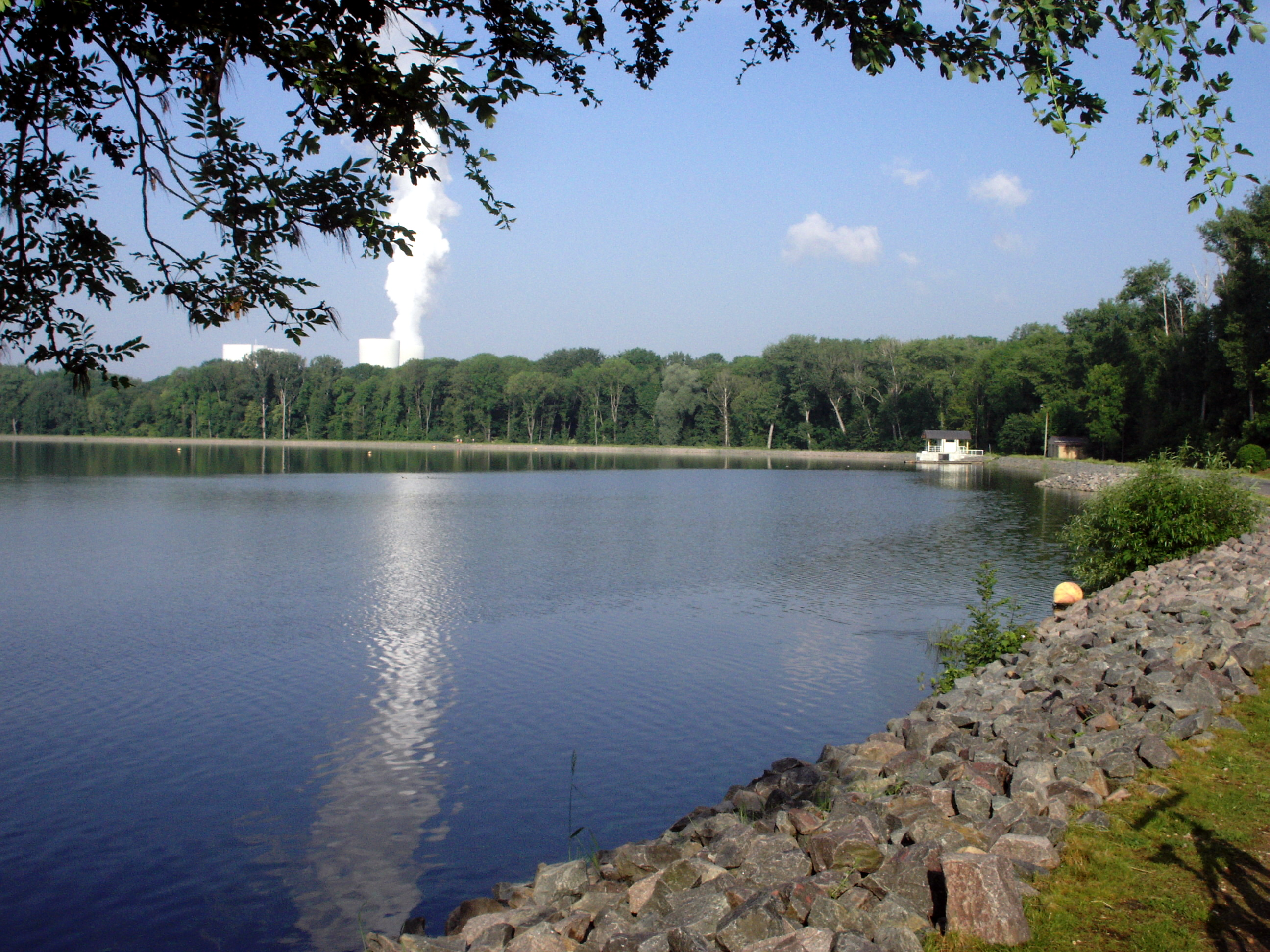
Stausee Rötha, im Hintergrund das Kraftwerk Lippendorf

Am südlichen Stadtrand von Rötha befindet sich der Stausee, der in einem Nebenschluss über die Kleine Pleiße etwa 275.000 m³ der Pleiße sammelt. Erbaut wurde der Stausee in den Jahren 1939 bis 1942 mit etwa der doppelten Größe der heutigen Wasserfläche durch den Weiße-Elster-Verband. Mit dem Fortschreiten des Tagebaues Witznitz wurde 1966 der südliche Teil des Stausees trockengelegt und überbaggert. Seit dieser Zeit bildet der Werkbahndamm der ehemaligen Kohlebahn zwischen den braunkohleverarbeitenden Werken in Espenhain und Böhlen den südlichen Abschluss des Stausees. Mit einem Hochwasserrückhalteraum von 110.000 m³ ist die Bedeutung für den Hochwasserschutz im Pleißegebiet relativ gering. Seit seinem Bau war er der lebensnotwendige Brauchwasserlieferant für braunkohleverarbeitende Großunternehmen und Kraftwerke in Espenhain und Böhlen. Heute wird er gemeinsam mit dem Schlosspark als Naherholungsgebiet genutzt, ist jedoch nicht zum Baden geeignet. Ein Teil des Rundweges um den Stausee ist asphaltiert und lädt zum Inlineskaten ein, während ein anderer Teil einen natürlichen Waldcharakter aufweist.

### Schlosspark

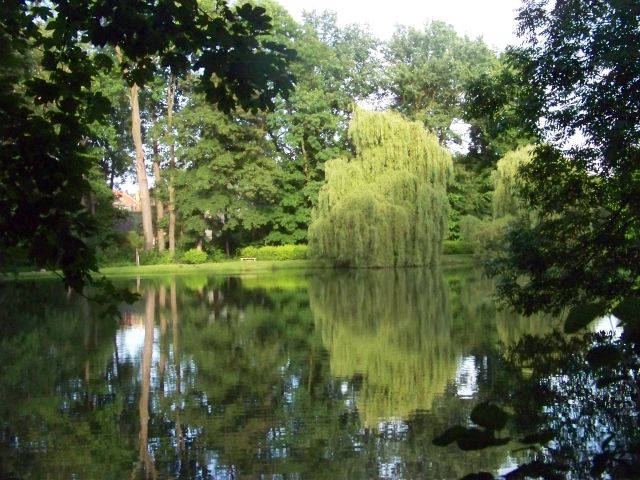
Im Schlosspark

Der Schlosspark liegt am westlichen Stadtrand, an der Verbindungsstraße zwischen Rötha und Böhlen. Der Hauptweg mündet direkt an dieser Straße ein, führt dann etwa 500 Meter fast geradeaus bis zum Standort des ehemaligen Schlosses und geht dann in den Auenwald über. Linker Hand gleich zu Beginn des Hauptweges befindet sich der Schlossteich, der im Sommer zum Verweilen einlädt und im Winter gern zum Eislaufen genutzt wurde. Hier gibt es eine Vielzahl an Vegetation sowie Bäume, die mehr als 100 Jahre alt sind, wie Stieleichen, Rosskastanien, Erlen, Buchen und Linden. Jährlich im Frühjahr zieht sich ein Teppich Bärlauch durch den Schlosspark und den angrenzenden Auwald bis an den Stausee. Der Schlosspark war zur DDR-Zeit immer mehr verwaldet, erhielt aber bis 2015 unter großem Aufwand seinen Parkcharakter zurück.

### Naturschutz
- Siehe auch: Liste der Naturdenkmale in Rötha

### Heimatmuseum
Seit 1934 gab es ein Heimatmuseum in Rötha, das jedoch 1960 geschlossen wurde. Seit den 1990er Jahren existiert wieder ein solches Museum im ehemaligen Amtsgericht und wird vom Stadt- und Heimatverein Rötha e. V. betrieben. Dort werden zahlreiche Exponate aus der Röthaer Stadtgeschichte bis in die Zeit der DDR gezeigt. Darunter befinden sich ein Modell des Röthaer Schlosses sowie Dokumente aus der Zeit der Völkerschlacht. Im Keller befindet sich eine kleine Galerie für wechselnde Ausstellungen.

### Regelmäßige Veranstaltungen
Zu den regelmäßig stattfindenden Veranstaltungen gehören das Feuerwehrfest der Freiwilligen Feuerwehr Rötha, der närrische „Rathaussturm“ am 11. November, der Weihnachtsmarkt am Sonnabend vor dem zweiten Advent sowie die Karnevalssitzungen und der Karnevalsumzug des KarnevalsClubRötha (KCR) jährlich am Sonntag vor Rosenmontag. Außerdem etabliert haben sich auch wieder das Maibaumsetzen am 30. April und im Herbst das Obstweinfest sowie der Sportlerball des Röthaer SV. Seit einigen Jahren werden auf dem ehemaligen Holzplatz regelmäßig die Rennen der Ostdeutschen Autocross Masters (OACM) ausgetragen. Das Stadtfest wird seit 2009 aufgrund der finanziellen Situation der Stadt nicht mehr ausgerichtet. Jährlich findet das vom Stadt- und Heimatverein ausgerichtete Völkerschlachtsfest statt, das immer an einem Samstag im Oktober begangen wird. Dabei wurden 2013 Szenen aus der Völkerschlacht nachgestellt. Dazu gab es auch eine Ausstellung. Des Weiteren verkleiden sich Mitwirkende des Vereines zum Fest mit historischen Kostümen.

## Persönlichkeiten

### Söhne und Töchter der Stadt
- Heinrich von Rothowa (von Rötha), Gründer der Adelsfamilie von Dohna, 1144 genannt
- Heinrich Baron von Friesen (1610–1680), sächsischer Geheimratsdirektor
- Friedrich von Werthern (1630–1686), Wirklicher Geheimer Rat, Oberhofrichter und Oberhauptmann von Thüringen
- Otto Heinrich Freiherr von Friesen (1654–1717), sächsischer Kanzler
- Johann Georg Friedrich Freiherr von Friesen (1757–1824), Rittergutsbesitzer, Oberkammerherr, Geheimer Rat und Oberaufseher der Dresdner Kunstsammlungen und Bibliothek
- Robert Schaab (1817–1887), Organist und Musikwissenschaftler
- Karl Friedrich Werner (1820–1877), Richter am Reichsoberhandelsgericht
- Claus-Dieter Knöfler (* 1930), Ingenieur, Jurist und Politiker (LDPD)
- Michael Fritzen (1938–2024), Musiker und Leiter von Fritzens Dampferband
- Wolfgang Behla (1938–2024), Fußballspieler und -trainer
- Stefan Fritzen (1940–2019), Posaunist und Orchesterleiter

### Persönlichkeiten, die mit dem Ort in Verbindung stehen
- Friedrich Freiherr von Friesen (1796–1871), konservativer Politiker, Landtagspräsident, Geheimer Rat und Rittergutsbesitzer

## Sport
Der Röthaer SV ist nach der Zahl der Mitglieder der größte Verein Röthas und betreibt eine ganze Reihe von Sportarten. Insgesamt zählt er zehn Sektionen, wobei die Sektion Radball regional und national am erfolgreichsten war.

## Gedenkstätten
Seit 1984 liegen auf dem Friedhof an der Marienkirche 18 polnische Zwangsarbeiter begraben, die während des Zweiten Weltkrieges nach Deutschland verschleppt und Opfer der Zwangsarbeit in der Rüstungsindustrie wurden. Zunächst waren ihre sterblichen Überreste in einer Aschenhalde verscharrt worden.

## Wirtschaft und Infrastruktur

### Verkehr
Straße
Rötha ist über die B 95 und die A 72 an das Schnellverkehrsnetz angeschlossen. Hauptstraße im Ort ist die August-Bebel-Straße, die im Osten an die B 95 Anschluss hat und am Marktplatz im Westen in die Böhlener Straße übergeht. Beide Straßen sind Teil der Staatsstraße 72. Das Autobahnkreuz Leipzig-Süd als Verbindung der A72 mit der A 38 als Südumgehung Leipzigs liegt etwa 8 km von Rötha entfernt zwischen Großdeuben und Gaschwitz. Des Weiteren sind die Ortsteile Oelzschau und Pötzschau über den Anschluss Leipzig-Südost an die A 38 angebunden. Die A 72 ist über die Anschlussstellen Rötha und Espenhain gleichermaßen erreichbar. Die Anschlussstelle Rötha liegt dabei einen Kilometer außerhalb des Ortes an der B95 in Richtung Espenhain.

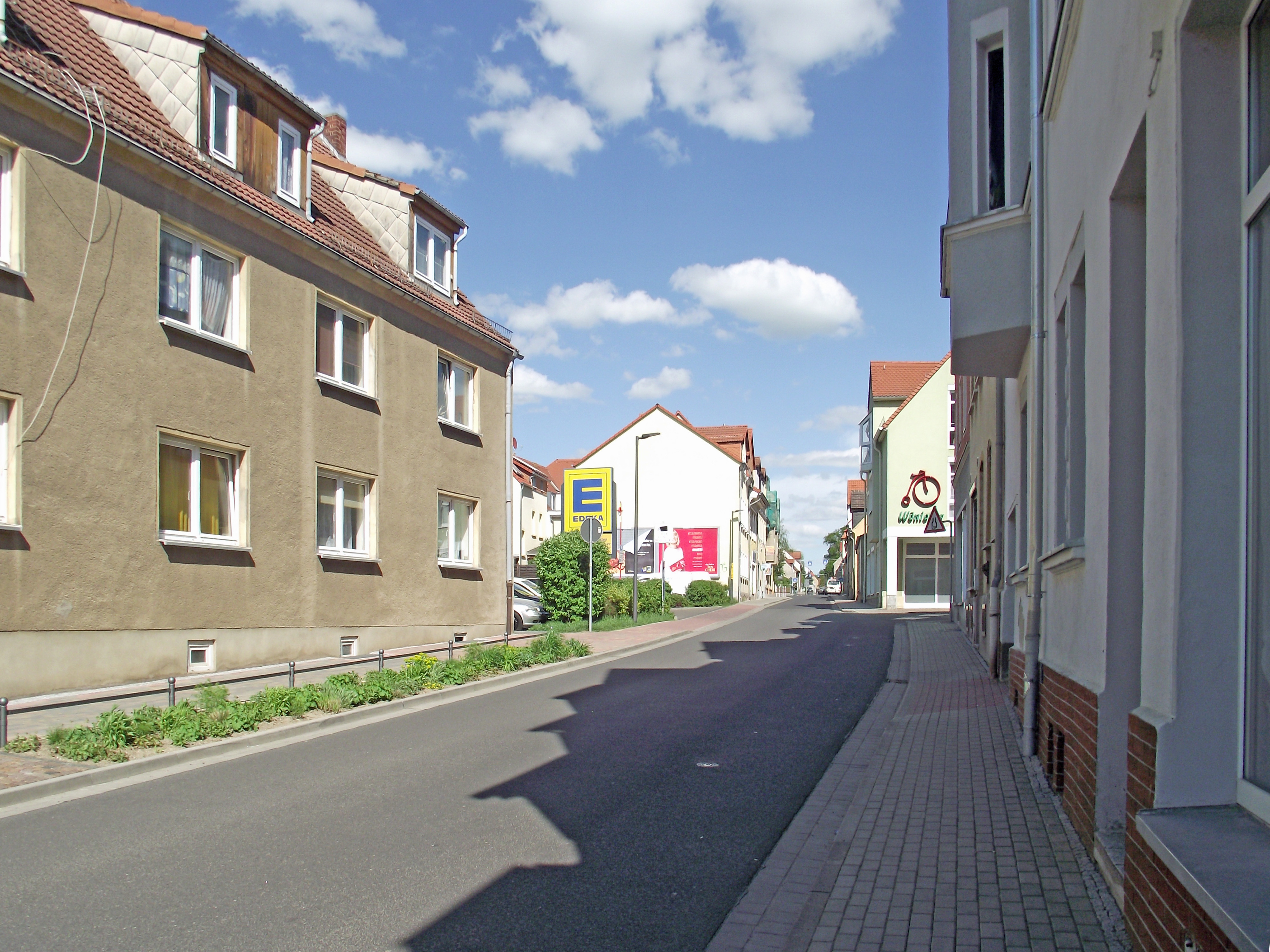
August-Bebel-Straße kurz vor dem Marktplatz, im Jahr 2018

Die komplette Fertigstellung der A 72 von Chemnitz bis zum Autobahnkreuz Leipzig-Süd wird im Jahr 2026 erfolgen. Seit dem 15. Juli 2023 ist das verbleibende Teilstück zwischen Rötha und Leipzig-Süd halbseitig in beiden Fahrtrichtungen befahrbar.
Die B 95 wurde ab Herbst 2019 von Borna kommend auf zwei Fahrstreifen zurückgebaut und soll zukünftig in eine Staatsstraße umgewandelt werden. Die Autobahn verläuft seit dem 15. Juli 2023 auf der ehemaligen Trasse der B95, ehe sie vor Rötha für zwei Kilometer in nördliche Richtung verschwenkt wird, um den Ort durch Querung eines Waldgebiets zu umgehen. Der ehemalige Anschluss der B 95 in Richtung Leipzig wird zu einem späteren Zeitpunkt ersatzlos zurückgebaut.
ÖPNV
Im öffentlichen Personennahverkehr wird der Kernort Rötha grundsätzlich von den Buslinien 101 (Zwenkau–Böhlen–Rötha–Kahnsdorf–Borna), 144 (Zwenkau–Böhlen–Rötha–Espenhain–Kitzscher) und 146 (Zwenkau–Böhlen–Rötha–Espenhain, an Schultagen) der Regionalbus Leipzig sowie montags bis freitags von den Buslinien 272 (Borna–Kahnsdorf–Rötha–Böhlen–Neukieritzsch–Groitzsch) und 275 (Rötha–Mölbis/Großpötzschau) der ThüSac bedient.
Im Ortsteil Espenhain verkehren darüber hinaus die Linien 141 (Probstheida–Störmthal–Espenhain–Borna; täglich) und 276 (Espenhain–Hainichen–Kitzscher–Borna, montags–freitags). Der Hauptort Rötha wird an Werktagen von 4:30 Uhr – 22:00 Uhr drei bis viermal pro Stunde bedient, an Wochenenden und Feiertagen reduziert sich das Angebot auf einen in beide Richtungen unregelmäßigen Zweistundentakt, der von 8:00 Uhr – 22:00 Uhr angeboten wird.
Schiene
Seit 1913 besaß Rötha einen Bahnhof an der Bahnstrecke Böhlen–Espenhain, auf der der Personenverkehr seit dem 24. Mai 1993 eingestellt ist. Das Bahnhofsgebäude war nach der Einstellung des Personenverkehrs lange Jahre baufällig und wurde 2011 abgerissen. Die Bahntrasse wird noch mehrere Male wöchentlich im Anlieferungsverkehr für ein Schrottunternehmen im Ortsteil Espenhain genutzt, außerdem fungierte die Trasse in der Vergangenheit als Bahnzubringer zum Umschlag von in Containern angeliefertem Hausmüll zum weiteren Straßentransport auf die Deponie Cröbern.

### Wirtschaft
2022 begann bei Rötha am Hainer See der Bau des Energieparks Witznitz. Hierbei handelt es sich um einen Solarpark mit einer Leistung von 650 MWp, der gemäß Betreiber bei Inbetriebnahme 2023 der größte Solarpark Europas sein soll.

### Bildung
Die Mittelschule Rötha wurde Ende des Schuljahres 2004/2005 wegen sinkender Schülerzahlen geschlossen. Die Röthaer Schüler besuchen seit dem Schuljahr 2005/2006 die jetzige Oberschule in Böhlen (Zusammenlegung beider Schulen). Die Grundschule zog mit Beginn des neuen Schuljahres 2005/2006 vom Gebäude des ehemaligen Amtsgerichts in das Haus der ehemaligen Mittelschule um. Auch der Schulhort ist dort untergebracht. Der Kindergarten befindet sich unweit davon in der Thekastraße.

## Trivia
In der Folge „Kind in Angst“ der Fernsehserie SOKO Leipzig geht es um einen Todesfall auf dem Stausee in Rötha, der zum Anlass für einen Mord wird.